# Yannick Borel
Yannick Borel, född 5 november 1988 i Pointe-à-Pitre, är en fransk fäktare som tävlar i värja.

## Karriär
Borel blev olympisk guldmedaljör i värja vid sommarspelen 2016 i Rio de Janeiro. I juli 2021 vid OS i Tokyo blev Borel utslagen i sextondelsfinalen i värja mot egyptiska Mohamed El-Sayed.
I juni 2022 vid EM i Antalya var Borel en del av Frankrikes lag tillsammans med Alexandre Bardenet, Romain Cannone och Alex Fava som tog brons i lagtävlingen i värja. Följande månad vid VM i Kairo tog Borel även guld i lagtävlingen i värja.